# Coupe CECAFA des nations 2007
Navigation
Éthiopie 2006 Ouganda 2008
La Coupe CECAFA des nations 2007 est la trente-et-deuxième édition de la Coupe CECAFA des nations qui a eu lieu en Tanzanie du 8 au 22 décembre 2007. Les nations membres de la CECAFA (Confédération d'Afrique centrale et de l'Est) sont invitées à participer à la compétition. 
C'est le Soudan qui remporte la compétition en s'imposant en finale après la séance de tirs au but face au Rwanda. L'Ouganda monte sur la troisième marche du podium. C'est le troisième titre de champion de la CECAFA pour la sélection soudanaise. 
Il y a 11 équipes engagées et le premier tour se déroule donc avec trois poules : les trois premiers des poules de quatre plus les deux premiers de la poule de trois se qualifient pour la phase finale, disputée à partir des quarts de finale. 

## Équipes participantes
| - Tanzanie - Organisateur - Djibouti - Zanzibar - Soudan - Ouganda - Burundi | - Kenya - Somalie - Rwanda - Érythrée - Éthiopie |

## Compétition

### Premier tour

#### Groupe A
| Rang | Équipe   | Pts | J | G | N | P | Bp | Bc | Diff |  | Résultats (▼ dom., ► ext.) |  |     |     |     |
| ---- | -------- | --- | - | - | - | - | -- | -- | ---- |  | -------------------------- |  | --- | --- | --- |
| 1    | Burundi  | 7   | 3 | 2 | 1 | 0 | 4  | 0  | +4   |  | Burundi                    |  | 0-0 | 1-0 | 3-0 |
| 2    | Tanzanie | 7   | 3 | 2 | 1 | 0 | 3  | 1  | +2   |  | Tanzanie                   |  |     | 2-1 | 1-0 |
| 3    | Kenya    | 3   | 3 | 1 | 0 | 2 | 3  | 3  | 0    |  | Kenya                      |  |     |     | 2-0 |
| 4    | Somalie  | 0   | 3 | 0 | 0 | 3 | 0  | 6  | -6   |  | Somalie                    |  |     |     |     |

#### Groupe B
| Rang | Équipe   | Pts | J | G | N | P | Bp | Bc | Diff |  | Résultats (▼ dom., ► ext.) |  |     |     |     |
| ---- | -------- | --- | - | - | - | - | -- | -- | ---- |  | -------------------------- |  | --- | --- | --- |
| 1    | Ouganda  | 6   | 3 | 2 | 0 | 1 | 11 | 3  | +8   |  | Ouganda                    |  | 2-0 | 2-3 | 7-0 |
| 2    | Rwanda   | 6   | 3 | 2 | 0 | 1 | 11 | 3  | +8   |  | Rwanda                     |  |     | 2-1 | 9-0 |
| 3    | Érythrée | 6   | 3 | 2 | 0 | 1 | 7  | 6  | +1   |  | Érythrée                   |  |     |     | 3-2 |
| 4    | Djibouti | 0   | 3 | 0 | 0 | 3 | 2  | 19 | -17  |  | Djibouti                   |  |     |     |     |

#### Groupe C
| Rang | Équipe   | Pts | J | G | N | P | Bp | Bc | Diff |  | Résultats (▼ dom., ► ext.) |  |     |     |
| ---- | -------- | --- | - | - | - | - | -- | -- | ---- |  | -------------------------- |  | --- | --- |
| 1    | Zanzibar | 4   | 2 | 1 | 1 | 0 | 5  | 3  | +2   |  | Zanzibar                   |  | 2-2 | 3-1 |
| 2    | Soudan   | 2   | 2 | 0 | 2 | 0 | 2  | 2  | 0    |  | Soudan                     |  |     | 0-0 |
| 3    | Éthiopie | 1   | 2 | 0 | 1 | 1 | 1  | 3  | -2   |  | Éthiopie                   |  |     |     |

### Phase finale
|  | Quarts de finale | Quarts de finale | Quarts de finale | Quarts de finale |                 |                 | Demi-finales     | Demi-finales     | Demi-finales                  | Demi-finales                  |                               |                               | Finale           | Finale           | Finale           | Finale           |
|  |                  |                  |                  |                  |                 |                 |                  |                  |                               |                               |                               |                               |                  |                  |                  |                  |
|  | 17 décembre 2007 | 17 décembre 2007 | 17 décembre 2007 | 17 décembre 2007 |                 |                 | 19 décembre 2007 | 19 décembre 2007 | 19 décembre 2007              | 19 décembre 2007              |                               |                               | 22 décembre 2007 | 22 décembre 2007 | 22 décembre 2007 | 22 décembre 2007 |
|  | 17 décembre 2007 | 17 décembre 2007 | 17 décembre 2007 | 17 décembre 2007 |                 |                 | 19 décembre 2007 | 19 décembre 2007 | 19 décembre 2007              | 19 décembre 2007              |                               |                               | 22 décembre 2007 | 22 décembre 2007 | 22 décembre 2007 | 22 décembre 2007 |
|  | 1er A            | Burundi          | 2                | 2                |                 |                 | 19 décembre 2007 | 19 décembre 2007 | 19 décembre 2007              | 19 décembre 2007              |                               |                               | 22 décembre 2007 | 22 décembre 2007 | 22 décembre 2007 | 22 décembre 2007 |
|  | 1er A            | Burundi          | 2                | 2                |                 |                 | 19 décembre 2007 | 19 décembre 2007 | 19 décembre 2007              | 19 décembre 2007              |                               |                               | 22 décembre 2007 | 22 décembre 2007 | 22 décembre 2007 | 22 décembre 2007 |
|  | 3e B             | Érythrée         | 1                | 1                |                 |                 | 19 décembre 2007 | 19 décembre 2007 | 19 décembre 2007              | 19 décembre 2007              |                               |                               | 22 décembre 2007 | 22 décembre 2007 | 22 décembre 2007 | 22 décembre 2007 |
|  | 3e B             | Érythrée         | 1                | 1                | Burundi         | Burundi         | 1                | 1                |                               |                               |                               |                               | 22 décembre 2007 | 22 décembre 2007 | 22 décembre 2007 | 22 décembre 2007 |
|  | 17 décembre 2007 |                  |                  |                  | Burundi         | Burundi         | 1                | 1                |                               |                               |                               |                               | 22 décembre 2007 | 22 décembre 2007 | 22 décembre 2007 | 22 décembre 2007 |
|  |                  |                  | Soudan           | Soudan           | 2               | 2               |                  |                  |                               |                               |                               |                               | 22 décembre 2007 | 22 décembre 2007 | 22 décembre 2007 | 22 décembre 2007 |
|  | 2e C             | Soudan           | Soudan           | Soudan           | 2               | 2               | 2                | 2                |                               |                               |                               |                               | 22 décembre 2007 | 22 décembre 2007 | 22 décembre 2007 | 22 décembre 2007 |
|  | 2e C             | Soudan           | 20 décembre 2007 |                  |                 |                 | 2                | 2                |                               |                               |                               |                               | 22 décembre 2007 | 22 décembre 2007 | 22 décembre 2007 | 22 décembre 2007 |
|  | 2e A             | Tanzanie         | 1                | 1                |                 |                 |                  |                  |                               |                               |                               |                               | 22 décembre 2007 | 22 décembre 2007 | 22 décembre 2007 | 22 décembre 2007 |
|  | 2e A             | Tanzanie         | 1                | 1                | Soudan t. a. b. | Soudan t. a. b. | 2 (4)            | 2 (4)            |                               |                               |                               |                               |                  |                  |                  |                  |
|  | 18 décembre 2007 |                  |                  |                  | Soudan t. a. b. | Soudan t. a. b. | 2 (4)            | 2 (4)            |                               |                               |                               |                               |                  |                  |                  |                  |
|  |                  |                  | Rwanda           | Rwanda           | 2 (2)           | 2 (2)           |                  |                  |                               |                               |                               |                               |                  |                  |                  |                  |
|  | 1er B            | Ouganda t. a. b. | Rwanda           | Rwanda           | 2 (2)           | 2 (2)           | 1 (4)            | 1 (4)            |                               |                               |                               |                               |                  |                  |                  |                  |
|  | 1er B            | Ouganda t. a. b. |                  |                  |                 |                 |                  |                  |                               |                               |                               |                               |                  |                  |                  |                  |
|  | 3e A             | Kenya            | 1 (2)            | 1 (2)            |                 |                 |                  |                  |                               |                               |                               |                               |                  |                  |                  |                  |
|  | 3e A             | Kenya            | 1 (2)            | 1 (2)            | Ouganda         | Ouganda         | 0                | 0                | Match pour la troisième place | Match pour la troisième place | Match pour la troisième place | Match pour la troisième place |                  |                  |                  |                  |
|  | 18 décembre 2007 |                  |                  |                  | Ouganda         | Ouganda         | 0                | 0                | Match pour la troisième place | Match pour la troisième place | Match pour la troisième place | Match pour la troisième place |                  |                  |                  |                  |
|  |                  |                  | Rwanda a. p.     | Rwanda a. p.     | 1               | 1               |                  |                  | 22 décembre 2007              | 22 décembre 2007              | 22 décembre 2007              | 22 décembre 2007              |                  |                  |                  |                  |
|  | 1er C            | Zanzibar         | Rwanda a. p.     | Rwanda a. p.     | 1               | 1               | 0 (4)            | 0 (4)            | 22 décembre 2007              | 22 décembre 2007              | 22 décembre 2007              | 22 décembre 2007              |                  |                  |                  |                  |
|  | 1er C            | Zanzibar         |                  |                  |                 |                 |                  | 0 (4)            |                               |                               | Burundi                       | Burundi                       | 0                | 0                |                  |                  |
|  | 2e B             | Rwanda t. a. b.  | 0 (5)            | 0 (5)            |                 |                 |                  |                  |                               |                               | Burundi                       | Burundi                       | 0                | 0                |                  |                  |
|  | 2e B             | Rwanda t. a. b.  | 0 (5)            | 0 (5)            | Ouganda         | Ouganda         | 2                | 2                |                               |                               |                               |                               |                  |                  |                  |                  |
|  |                  |                  |                  |                  |                 |                 |                  |                  |                               |                               |                               |                               |                  |                  |                  |                  |

#### Quarts de finale
| 17 décembre 2007 | Burundi                           | 2 - 1 | Érythrée    | Benjamin Mkapa National Stadium, Dar es Salaam |  |
|                  | Mbazumulimu 69e · Nzohabonayo 81e |       | Aregaye 20e |                                                |  |

| 17 décembre 2007 | Soudan         | 2 - 1 | Tanzanie    | Benjamin Mkapa National Stadium, Dar es Salaam |  |
|                  | Amerria 9e 79e |       | Mrwanda 25e |                                                |  |

| 18 décembre 2007 | Ouganda         | 1 - 1 a. p. | Kenya     | Benjamin Mkapa National Stadium, Dar es Salaam |  |
|                  | Okuti 23e       |             | Wanga 77e |                                                |  |
|                  | Tirs au but 4-2 |             |           |                                                |  |

| 18 décembre 2007 | Zanzibar        | 0 - 0 a. p. | Rwanda | Benjamin Mkapa National Stadium, Dar es Salaam |  |
|                  |                 |             |        |                                                |  |
|                  | Tirs au but 4-5 |             |        |                                                |  |

#### Demi-finales
| 19 décembre 2007 | Burundi      | 1 - 2 | Soudan                    | Benjamin Mkapa National Stadium, Dar es Salaam |  |
|                  | Nahimana 12e |       | Al Idris 2e · Amerria 45e |                                                |  |

| 19 décembre 2007 | Ouganda | 0 - 1 a. p. | Rwanda         | Benjamin Mkapa National Stadium, Dar es Salaam |
|                  |         |             | Tuyisenge 118e |                                                |

#### Match pour la3eplace
| 22 décembre 2007 | Burundi | 0 - 2 | Ouganda           | Benjamin Mkapa National Stadium, Dar es Salaam |
|                  |         |       | Kitagenda 60e 89e |                                                |

#### Finale
| 22 décembre 2007 | Soudan                   | 2 - 2 a. p. | Rwanda                      | Benjamin Mkapa National Stadium, Dar es Salaam |  |
|                  | Amerria 24e · Eltaab 46e |             | Niyonzima 48e · Mulenda 59e |                                                |  |
|                  | Tirs au but 4-2          |             |                             |                                                |  |

| Vainqueur Coupe CECAFA 2007 Soudan 3e titre |